# Timrå
Pour l’article homonyme, voir Timrå (commune).
Timrå est une localité de la commune de Timrå, dont elle est le chef-lieu, dans le comté de Västernorrland en Suède.
Sa population était de 10 486 habitants en 2019.